# Марквард фон Аннвайлер
Марквард фон Аннвайлер (нем. Markward von Annweiler, итал. Marcovaldo di Annweiler; ок. 1150 — 1202) — немецкий государственный деятель и полководец, с 1195 года — герцог Равенны и маркграф Анконской марки.
Министериал императора Фридриха Барбаросса, в 1189 году сопровождал его в крестовом походе, участник взятия Адрианополя.
После возвращения в 1192 году — на службе у Генриха VI, входил в его ближайшее окружение.
Один из военачальников итальянского похода 1194—1195 годов, предпринятого для завоевания Сицилии (25 декабря 1194 года Генрих VI был коронован в Палермо). Командовал объединённым флотом Пизы и Генуи, одержавшим решающие победы в битвах при Катанье и Сиракузах. В награду за службу получил герцогство Равенна и Анконскую марку, а также графства Абруццо и Молизе.
После смерти Генриха VI (1197 год) и его жены Констанции (1198 год) назначен регентом Сицилийского королевства.
С 1201 года — опекун малолетнего короля Фридриха, будущего императора.
В 1202 году скоропостижно умер по пути в Мессину. Его сын Дитрих фон Хаузен (ум. 1216) из всех владений отца унаследовал только титул трухзеса.